# Ford model A (1927)
Ford model A byl automobil vyráběný firmou Ford v Detroitu v USA, v Buenos Aires v Argentině a v německém Kolíně nad Rýnem. Byl nástupce modelu T. Byl to první automobil který měl bezpečnostní čelní sklo a první automobil Ford, který měl klasické pedály a řadicí páku. Výroba začala 20. října 1927. V roce 1931 ho nahradil Ford model B, vyrobilo se celkem 4 849 340 kusů.

## Technické údaje
- Motor
  - Výkon: 30 kW (40 koní)
  - Spotřeba: 8–9 l/100 km
  - Maximální rychlost: 104 km/h
- Převodovka: třístupňová manuální
- Nádrž
  - Objem: 37,9 l nebo 41,6 l
  - Umístění: vpředu, vedle motoru
- Brzdy: bubnové, mechanicky ovládané

## Ford model AA
Ford model AA byl užitkový automobil postavený na modelu A.

## Fotogalerie

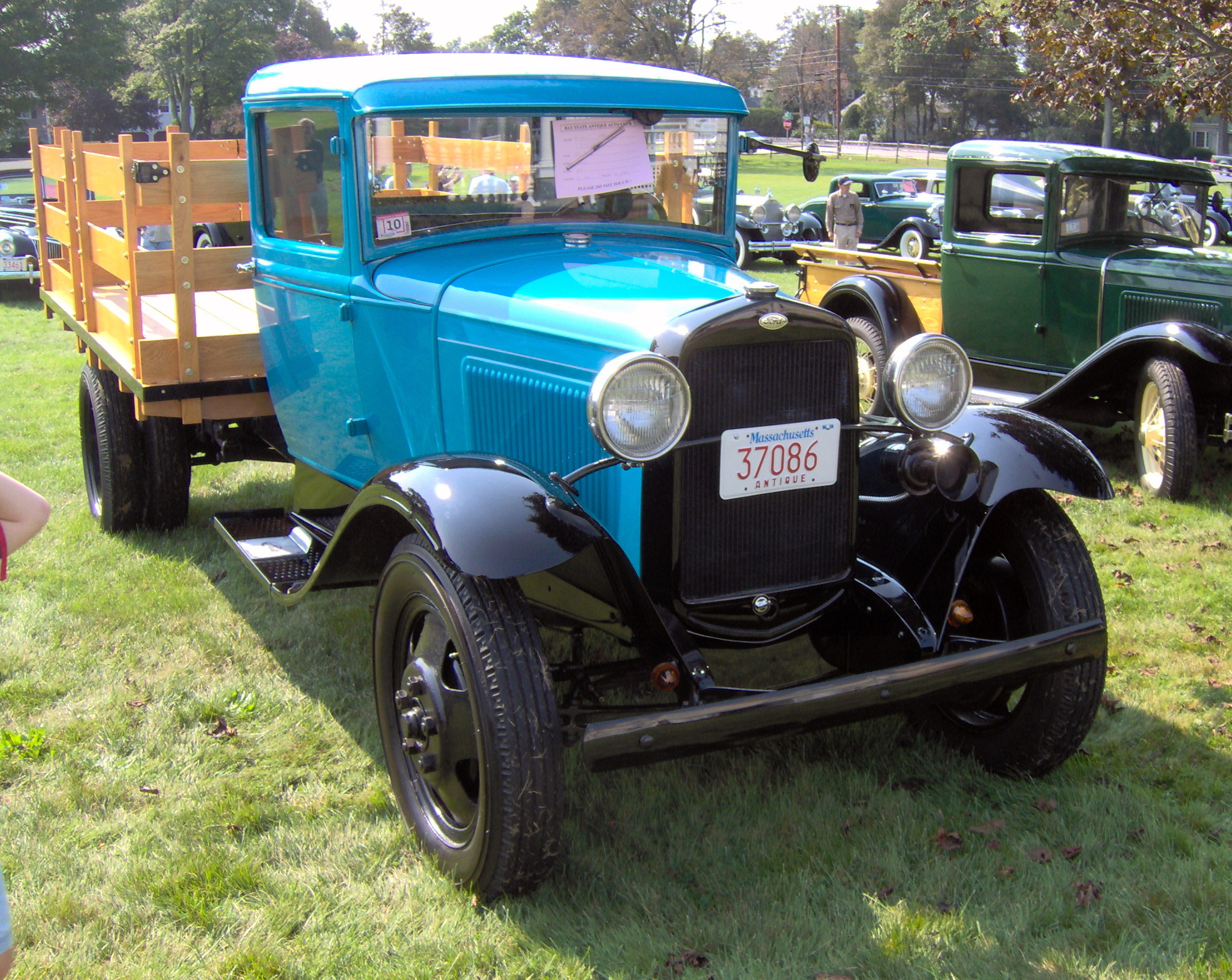
Ford model AA
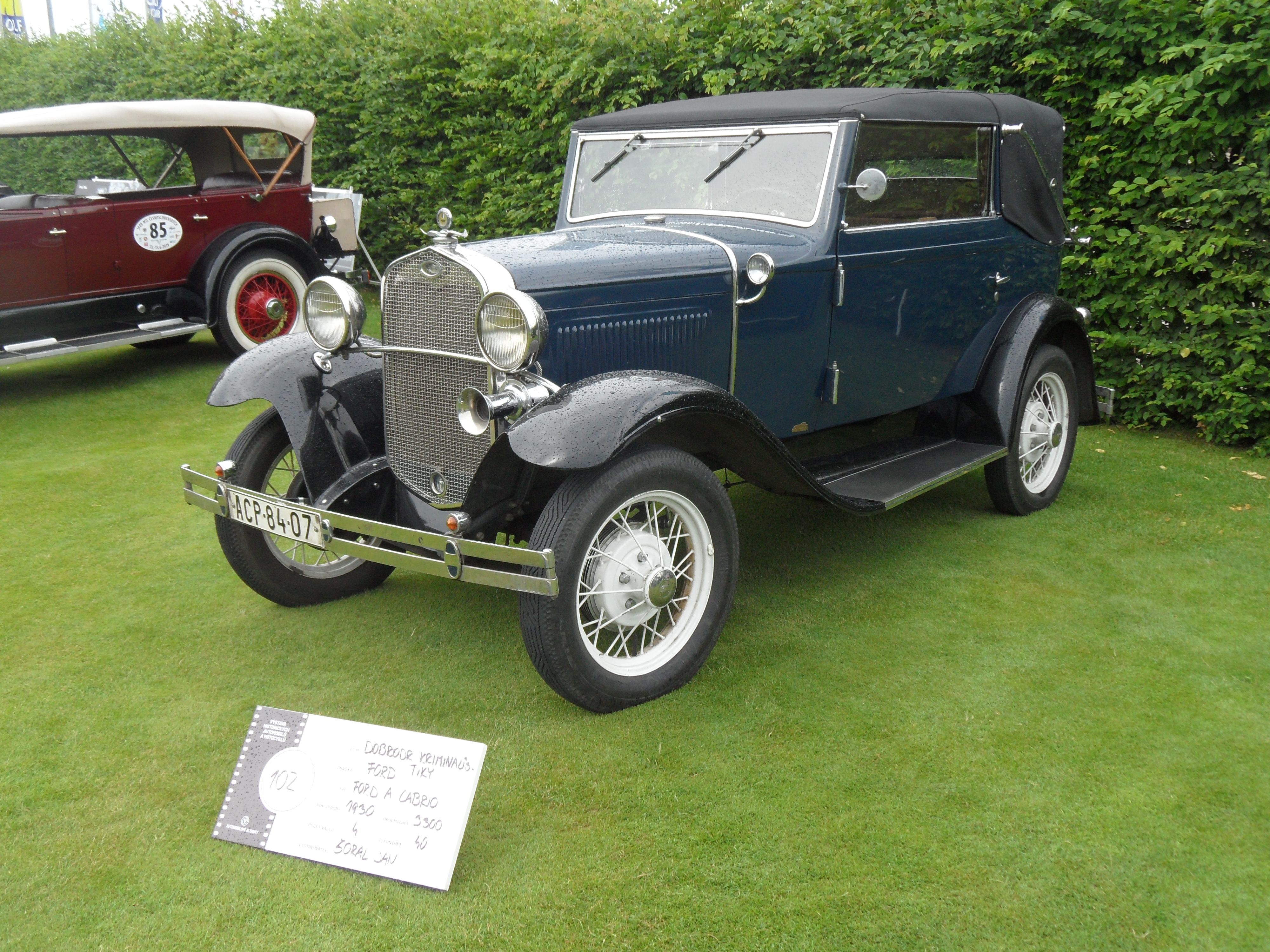
Ford A Cabrio (1930) na Automobilové klenoty 2019